# Tetragnatha exquista
Tetragnatha exquista là một loài nhện trong họ Tetragnathidae.
Loài này thuộc chi Tetragnatha. Tetragnatha exquista được miêu tả năm 1933 bởi Saito.